# Мадебейкин, Иван Николаевич
Иван Николаевич Мадебейкин (р. 20.02.1934, Чувашия) — российский зоотехник-пчеловод. Доктор сельскохозяйственных наук (2002), профессор Чувашской сельхозакадемии.
Заслуженный работник сельского хозяйства Чувашской Республики (2000), одной из важнейших составляющих которого является пчеловодство.

## Биография
Родился в с. Атнары, Красночетайский район, Чувашия.
Окончил Чувашский сельскохозяйственный институт (1958) и аспирантуру НИИ пчеловодства (1966).
Работал зоотехником в колхозе, стар. науч. сотрудником НИИ пчеловодства (1961-73), ассистентом и доцентом альма-матер (1973-95), звание доцента получил в 1988 г.
В 1995—2000 стар. науч. сотрудник отдела социально-экономич. исследований ЧГИГН, с 2002 г. профессор кафедры общей и частной зоотехнии Чувашской сельхозакадемии.
В 2014 году в читальном зале научно-технической библиотеки Чувашской сельхозакадемии к 80-летию со дня рождения И. Н. Мадебейкина была оформлена книжная выставка «В чудесном мире пчел», где были представлены монографии, журнальные, газетные статьи.
Совместно с сотрудниками НИИ пчеловодства вывел внутрипородный тип среднерус. породы пчёл — приокский.
Докт. диссертацию защитил в 2002 г. на тему «Теория и практика использования медоносных пчёл и кормовой базы пчеловодства в условиях Чувашской Республики».
Сын Игорь Мадебейкин — кандидат биологических наук, также преподаватель Чувашской сельхозакадемии.
Основные труды посвящены пчеловодству. Автор более 350 научных работ, в частности в журнале "Пчеловодство", в том числе 8 монографий. Автор книг «Пчеловодство Чувашии», «Пчеловодство и шмелеводство Чувашии».

### Статьи в журнале Пчеловодство
- Мадебейкин И. Н. Выращивание перспективных медоносов // Пчеловодство : журнал. — 1999. — № 2. — С. 16—19. — ISSN 0369—8629.
- Мадебейкин И. И., Мадебейкин И. Н. Липы разных видов // Пчеловодство : журнал. — 1999. — № 5. — С. 22—23.
- Мадебейкин И. Н., Мадебейкин И. И. Выращивание и использование липы // Пчеловодство : журнал. — 2010. — № 6. — С. 18—19.
- Мадебейкин И. И., Мадебейкин И. Н., Шилов В. А. Фенология цветения важнейших медоносных растений // Пчеловодство : журнал. — 2013. — № 10. — С. 14—16.